# Armenische Eishockeyliga 2004/05
Die Saison 2004/05 war die vierte Spielzeit der armenischen Eishockeyliga, der höchsten armenischen Eishockeyspielklasse. Meister wurde zum insgesamt zweiten Mal in der Vereinsgeschichte HC Dinamo Jerewan.

## Modus
In der Hauptrunde absolvierte jede der vier Mannschaften insgesamt zwölf Spiele. Die beiden Erstplatzierten der Hauptrunde qualifizierten sich für das Meisterschaftsfinale. Für einen Sieg erhielt jede Mannschaft zwei Punkte, bei einem Unentschieden gab es einen Punkt und bei einer Niederlage null Punkte.

## Tabelle
| Pl. | Verein             | Sp. | S  | U | N  | Tore    | Punkte |
| --- | ------------------ | --- | -- | - | -- | ------- | ------ |
| 1.  | HC Dinamo Jerewan  | 12  | 11 | 1 | 0  | 078:240 | 34     |
| 2.  | SKA Jerewan        | 12  | 8  | 1 | 3  | 081:350 | 25     |
| 3.  | Schirak Gjumri     | 12  | 2  | 1 | 9  | 027:730 | 07     |
| 4.  | Schengawit Jerewan | 12  | 1  | 1 | 10 | 033:870 | 04     |

Sp = Spiele, S = Siege, U = unentschieden, N = Niederlagen

## Playoffs

### Serie um Platz 3
- Schirak Gjumri – Schengawit Jerewan 2:1 (4:2, 2:3, 7:3)

### Finale
- HC Dinamo Jerewan – SKA Jerewan 3:1 (3:6, 4:1, 3:1, 5:2)